# Milly Quezada
Milagros Quezada Borbón (Santo Domingo, 21 de mayo de 1952), más conocida como Milly Quezada, es una cantante dominicana de género merengue, conocida como «La Reina del Merengue»".

## Biografía
Su familia, de padres cibaeños (región Norte dominicana), y cuatro hermanos, todos músicos, emigró a la ciudad de Nueva York, donde ella cursó estudios secundarios y universitarios, graduándose en 1980 con alto honor en Comunicaciones & Medios, del City College of New York. En 1992 se graduó como paralegal en la Katherine Gibbs School de MontClair, N.J. Paralelamente se forma la agrupación Milly y Los Vecinos en el Condado de Washington Heights, N.Y., desarrollando el perfil musical que identificaría por más de dos décadas a la diáspora dominicana en la Ciudad de Nueva York.  

### Carrera artística
Desde temprana edad Milly tuvo inclinación por la música. Esto se manifestó en las calles de Washington Heights cuando ella y sus hermanos formaron el grupo Milly, Jocelyn y Los Vecinos, en 1975.
Desde el comienzo de su carrera artística y como intérprete femenina del merengue, Milly impuso un estilo libre y definido, y rompió con los moldes machistas que habían existido hasta el momento.
Entre la década de los 70s y 90s Milly, Jocelyn y Los Vecinos, dirigidos por su hermano mayor, Rafael Quezada, hicieron historia con sus éxitos La Guacherna, Volvió Juanita y Tengo, entre muchos otros temas emblemáticos de La Navidad. Esto se tradujo en éxitos y giras internacionales incluyendo a Sudamérica, Europa y Japón, siendo pioneros en esta última plaza, donde fueron la primera agrupación dominicana en presentarse en vivo en tres importantes ciudades: Tokio, Nagasaki y Nagoya.

### Milly, y Los Vecinos y tragedia personal
En 1995 bajo el sello RTP Records, lanzó su producción titulada En tus manos, producida por Rafael Vásquez, su esposo y mánager durante 20 años. Durante la promoción de este disco, la vida profesional y personal de Milly dio un giro trascendental. La muerte de su esposo causó un gran vacío y confusión. Milly hizo una pausa en su carrera y se vio enfrentada a la decisión de retirarse, pero decidió en cambio lanzarse como solista, a partir de marzo de 1997, bajo la dirección de su actual mánager, Pedro Núñez del Risco.

### Como solista
En 1997 firma con Sony Discos, lanzando su primera producción como solista: Hasta siempre, dedicada en su totalidad a Rafael Vásquez. Esta producción marcó éxitos como Porque me amaste, Quizás y Lo tengo todo, entre otros. Dichos éxitos generaron la demanda para presentarse en escenarios de primera categoría: Teatro Nacional y Altos de Chavón de República Dominicana, Bellas Artes de Puerto Rico, Lechman College Theater, Madison Square Garden de Nueva York y Jefferson Auditórium de Washington, entre otros.
Vive, lanzada en 1998, es una producción donde Milly hace un dúo con Elvis Crespo en Para darte mi vida que, con arreglo de Manuel Tejada, ganó en la categoría «Dúo Tropical del Año» en los Premio Lo Nuestro de 1999. Su nuevo espectáculo, Milly Vive, recibió otro Premio Casandra en República Dominicana.
En 2003 obtuvo el Premio Grammy Latino en la categoría «Álbum de Merengue del Año», convirtiéndose en la primera artista femenina dominicana en lograr este galardón. Durante ese año, Milly también obtuvo un Premio Paoli de Puerto Rico, fue honrada con una estrella en el Boulevard de las Estrellas de la ciudad de Panamá y recibió las llaves de la ciudad de Nueva York. También tuvo una actuación especial en el Festival Presidente de Música Latina y en la celebración del Centenario de la República de Panamá.
En 2009 Milly presentó su concierto Milly Quezada Unplugged en el Hard Rock Cafe de Santo Domingo, donde participaron junto con ella varios artistas dominicanos, como Pavel Núñez, Marel Alemany, Vicente García, MasQueDos y su hijo Miguel Vásquez. Ese mismo año Milly donó a la «memorabilia» de Hard Rock Cafe Santo Domingo el vestido con el que había recibido su segundo premio Grammy a la mejor grabación de merengue 2006. Hizo una canción con Juan Luis Guerra para su disco Aquí estoy yo.
Milly posee el récord de ser la artista femenina con más presentaciones en el afamado Festival Presidente, en cuya última edición en 2017 fue la única artista femenina en presentarse, reafirmando así su corona de reina del merengue. En 2018, fue parte de la gala de los Premios Soberano y además de la celebración de los 30 años de los Premios Lo Nuestro. 

### Vida personal
Estuvo casada durante 20 años con Rafael Vásquez, quien también fue su mánager y con quien tuvo tres hijos: Miguel, Anthony y Rafael Jesús.

## Filmografía
- (Yuniol)2 (2007) : Actuó haciendo el rol de Tata, madre de Yuniol —papel que interpretó Shalim Ortiz.
- Sanky Panky 2 (2013) : Junto con Elvis Martinez El Camarón, interpreta la canción Y es que yo quiero como parte de la banda sonora de la película Sanky Panky 2, estrenada el 31 de octubre de 2013.
- Milly ha desempeñado papeles protagónicos en otras tres películas: “Cal y Arena” en Puerto Rico, “Hermanos R.D.” en República Dominicana así como la producción de Leticia Tonos de "Juanita", película de 2018.

## Discografía
Con cuatro décadas de experiencia musical y artística que incluyen 31 discos grabados por distintas casas disqueras, la Reina del Merengue se dispone a terminar su disco #32, a ver la luz en el 2019.  Las redes sociales y diversas plataformas digitales tienen disponibles varios temas ya grabados que formarán parte de este disco, entre ellos: Qué tiene ella, autor y arreglista: Ramón Orlando;
“Mejor que a ti me va”, autor: Juan Carlos Rodríguez de Tercer Cielo, con arreglo de Ramón Orlando;
Que lluevan corazones, autor, Anthony Vásquez (hijo de Milly), con arreglo musical de Janina Rosado;
La pimienta es la que pica fea, Fefita La Grande y Maridalia Hernández, de Fefita La Grande y con arreglo de Jochy Sánchez; y Rutina junto al Caballero de la Salsa Gilberto Santa Rosa, con arreglo de Jochy Sánchez.
Actualmente se escucha en la radio el tema De colores, con Vladimir Dotel de Ilegales, de Chris Hierro y con arreglo musical de Antonio González. Su video musical está disponible en todas las plataformas digitales.
Hasta siempre (1997)
- 1. Porque me amaste (Because You Loved Me)
- 2. Quizás
- 3. Le tengo todo
- 4. Hasta siempre
- 5. Yo no te dije adiós
- 6. A pesar que no estás
- 7. Por fuera y por dentro
- 8. Tu amor es vital
- 9. Cuando no estás

Vive (1998)
- 1. Para olvidarte
- 2. Sólo dame amor
- 3. Para darte mi vida (a dúo con Elvis Crespo)
- 4. Y tú cómo estás
- 5. Querido emigrante
- 6. ¡Vive!
- 7. Si piensas en mí
- 8. Para darte mi vida (versión bachata)
- 9. Sigo enamorada
- 10. Tú me llenas de amor

Boleros al corazón (2000)

Tesoros de mi tierra (2000)
- 1. Pena
- 2. Pídeme
- 3. Que se mueren de envidia
- 4. Mesita de noche
- 5. Dos rosas
- 6. Antología de caricias
- 7. Nuevo amor
- 8. Burbujas de amor
- 9. Pídeme (versión merengue)
- 10. Nuevo amor [versión merengue]

Éxitos y más (2001)
- 1. Infiel
- 2. Se fue
- 3. Para darte mi vida
- 4. ¡Vive!
- 5. Quizás
- 6. En tus manos
- 7. Porque me amaste (Because You Loved Me)
- 8. Lo tengo todo
- 9. Entre tu cuerpo y el mío
- 10. Para olvidarte
- 11. Pídeme
- 12. Mesita de noche
- 13. Devuélveme

22 Ultimate Merengue Hits (2002)
- 1. Quizás (nueva versión)
- 2. En tus manos (nueva versión)
- 3. Para darte mi vida (nueva versión)
- 4. Porque me amaste (Because You Loved Me) (nueva versión)
- 5. Se fue (nueva versión)
- 6. Pídeme (versión merengue])(nueva versión)
- 7. Para olvidarte (nueva versión)
- 8. Lo tengo todo (nueva versión)
- 9. Entre tu cuerpo y el mío (nueva versión)
- 10. Con el alma en un hilo (nueva versión)
- 11. Yo tengo un negro (nueva versión)
- 12. Sólo dame amor (nueva versión)
- 13. Cuando no estás (nueva versión)
- 14. Y tú cómo estás (nueva versión)
- 15. Por fuera y por dentro (nueva versión)
- 16. Fiesta (nueva versión)
- 17. Y ya pa' qué (nueva versión)
- 18. ¡Vive! (nueva versión)
- 19. Infiel (nueva versión)
- 20. Brujería (nueva versión)
- 21. Hasta siempre

Colección de oro (2002)
- 1. Brujería
- 2. Con el alma en un hilo
- 3. Cuando no estás
- 4. En tus manos
- 5. Entre tu cuerpo y el mío
- 6. Fichas blancas
- 7. Hasta siempre
- 8. Fiesta
- 9. Tengo todo
- 10. Y ya Pa' qué
- 11. Yo tengo un negro
- 12. Mole mole
- 13. Mal amor
- 14. Se fue
- 15. Por fuera y por dentro

Pienso así (2002)
- 1. Me duele el alma [Merengue]
- 2. Tanto que dije
- 3. Si fuera por mí
- 4. Soñar despierta
- 5. Mi amor anda libre
- 6. Me quedé en el aire
- 7. Pienso así
- 8. Me duele el alma
- 9. Hay que estar loca
- 10. Me asusta, pero me gusta

Serie Azul Tropical (2003)
- 1. Quizás
- 2. Porque me amaste (Because You Loved Me)
- 3. ¡Vive!
- 4. En tus manos
- 5. Infiel
- 6. Para darte mi vida
- 7. Por fuera y por dentro
- 8. Se fue
- 9. Pídeme
- 10. Entre tu cuerpo y el mío

MQ (2005)
- 1. Quiero ser
- 2. Me da pena
- 3. Caro
- 4. Mala palabra ("Vamo' pa' la calle")	(a dúo con Héctor "El Father")
- 5. Si me amaras
- 6. Olé y olé
- 7. Eclipse total del amor ("Total Eclipse of the Heart")
- 8. Aunque me parta en dos
- 9. Como si no hubiera duendes
- 10. Con esta tristeza  ("Me falta el cielo")
- 11. Yo soy mujer y no soy una santa
- 12. Mala palabra (Multimedia Track)

20 éxitos originales (2007)
- 1. En tus manos
- 2. Mesita de noche
- 3. Nuevo amor
- 4. Para olvidarte
- 5. Y ya pa' qué
- 6. Para darte mi vida
- 7. Entre tu cuerpo y el mío
- 8. Pídeme
- 9. Se fue
- 10. Burbujas de amor
- 11. Porque me amaste [Because You Loved Me]
- 12. ¡Vive!
- 13. Tengo todo
- 14. Solo dame amor
- 15. Quizás
- 16. Infiel
- 17. Tú y las olas
- 18. Devuélveme
- 19. Pena
- 20. Querido emigrante

Sólo faltas tú (2008)
- 1. Yo te olvido
- 2. Cheque al portador
- 3. Ni lo intentes
- 4. No puedo olvidarme de ti
- 5. Alegría en el carnaval
- 6. Si te olvidara
- 7. Que pasó
- 8. Cuando se quiere un hombre así
- 9. Vamos a tomarnos un café
- 10. Quiero hacerte el amor
- 11. Dame una razón
- 12. Sólo faltas tú
- 13. Ella

Aquí estoy yo (2011)
- 1. No me interesa
- 2. Lloraré por él
- 3. Te quiero un montón
- 4. Lo que más
- 5. Toma mi vida feat Juan Luis Guerra
- 6. Te busco
- 7. Donde estarás feat Tito Nieves
- 8. Contigo el amor
- 9. De isla a isla feat Víctor Manuelle
- 10. A flor de piel
- 11. Lloraré por él (versión bachata)

Milly & Company (2019)
- 1. Con los ojos cerrados feat Héctor Acosta "El Torrito"
- 2. De colores feat Ilegales
- 3. Yo te quiero querer feat Pavel Núñez
- 4. Rutina feat Gilberto Santa Rosa
- 5. Ella feat Casandra Damirón
- 6. La celosa
- 7. Juanita no come cuento
- 8. La pimienta es la que pica feat Fefita La Grande y Maridalia Hernández
- 9. Mi pasado de ti feat Antony Santos
- 10. Que lluevan corazones

Resistirá (2022)
- 1. Resistirá
- 2. Quiero
- 3. Que Se Repita
- 4. Corazón Anestesiado
- 5. Un Amor Desechable
- 6. Se Busca

## Premios
Ha recibido múltiples galardones internacionales de la música tropical, entre ellos, cuatro 4 Premios de la Academia Latin Grammys, en 2003 al disco “Pienso así”, 2006 al disco “M.Q.” y 2012 dos Latin Grammys por el disco Aquí estoy yo. También, Premios Casandra de República Dominicana, incluyendo el máximo galardón, El Gran Soberano en 1997; varios Premios Billboard y Premios Lo Nuestro 1998, Premios Ace, Premios Tú Música, Premios Globo de Nueva York y varios Congos de Oro en los Carnavales de Barranquilla, Colombia, donde su emblemático tema La Guacherna, de la folklorista colombiana Esther Forero, es desde hace varios años el tema “Oficial del Carnaval”, nombrado por la UNESCO como Patrimonio Inmaterial de la Humanidad junto a sus Carnavales. Reconocida por el Senado de Puerto Rico y República Dominicana en 1997 así como por la Alcaldía de Nueva York, que nombró el día 8 de noviembre del mismo año como El día de Milly Quezada en esta ciudad.    

### Otras premiaciones y reconocimientos
- Reconocimiento/Inducción en el Smithsonian Institute de Whashington, D.C., en 1998, junto a Luis Kalaff y Joseito Mateo, por sus aportes musicales y culturales.
- Condecoración Oficial del Presidente Hipólito Mejía, con la “Orden Cristóbal Colón/Grado Oficial”, 2001.
- Placa de Bronce en el “Boulevard de las Estrellas”, en Ciudad Panamá, 2003.
- Reconocimiento, en el mes de la Herencia Hispana, del Alcalde de NYC, Michael Bloomberg (2007), como precursora del buen arte y la cultura hispanoamericana.
- Del Consulado Dominicano en NYC, recibe la “Orden al Mérito Ciudadano”, otorgada por el Cónsul Eduardo Selman, en su primera versión, en agosto del 2008.
- Nombrada por Decreto del Presidente Dr. Leonel Fernández en 2008 como Embajadora para Asuntos Culturales, adscrita a la Cancillería de R. D. Nombramiento aún vigente.
- En marzo del 2008 Milly asume un nuevo reto en su carrera al aceptar ser la única Maestra de Ceremonias de la Gala de los Premios Casandra, en la Sala Principal del Teatro Nacional de Santo Domingo. En esa misma noche recibe otro premio Casandra, esta vez como Mejor Actriz de Cine, por su papel protagónico en la película Yuniol 2, también ganadora como Mejor Película del año.
- En el 2010 Dominican American National Roundtable, Washington, D.C. le otorga el “Lifetime Achievement Award” por su aporte a la proyección del legado musical dominicano.
- En el 2011, recibe reconocimiento musical de una delegación de estudiantes de la Universidad de Berklee College of Music de Boston, Mass en un evento celebrado en el Dade County Auditorium de Miami, Florida.
- Junio, 2011, se convierte en la segunda mujer en la historia del Hostos Community College de NYC, en recibir “La Medalla Presidencial”, por su aporte a la música latina y su trayectoria ejemplar (la otra mujer condecorada con este Medalla es la Jueza de la Suprema Corte, Sandra Sotomayor).
- En el 2011, la Cámara de Representantes del Atlántico de Barranquilla, Colombia le otorga la “Orden de Barlovento, en “Grado de Caballero”, por su aporte a la difusión de la música colombiana en el mundo. Igualmente es otorgada en Ciudad Panamá, en Panamá, su estrella artística en el Boulevard de las Estrellas.
- En el 2012, reafirma su liderazgo como artista/intérprete de géneros tropicales al obtener sus últimos dos Premios Latin Grammys, en las categorías “Mejor Álbum Tropical Contemporáneo” por Aquí estoy yo y Mejor Canción Tropical por Toma mi vida, a dúo con el laureado cantautor dominicano Juan Luis Guerra.
- En abril del 2015, la Alcaldía Distrital de Barranquilla, Colombia declara a Milly, “Hija Adoptiva”, con la “Medalla Ciudad de Barranquilla”, “Categoría de Oro-Grado Comendador”.
- El 8 de marzo del 2017, celebrando el “Día Internacional de la Mujer”,, en la ciudad de Providence, Rhode Island, recibe 8 reconocimientos en la “Gala Mujeres Extraordinarias 2017” y una Citación Especial del Senado del Estado de Rhode Island.
- El 17 de julio del 2017, la Gobernación del Departamento del Atlántico de Colombia le otorga la Medalla “Puerta de Oro de Colombia”, por promover y dar importancia a los temas colombianos que ha grabado y convertirse en la Embajadora de las composiciones de Esther Forero, evento producido en el Teatro La Fiesta del Hotel Jaragua por la Embajada de Colombia en República Dominicana.